# Monachus schauinslandi
Phoque moine d'Hawaï
Espèce
Synonymes
- Neomonachus schauinslandi (Matschie, 1905)[2]

Statut de conservation UICN

 EN C1 : En danger
Statut CITES
Monachus schauinslandi, communément appelé le Phoque moine d'Hawaï, est une espèce de phoques endémique de l'archipel d'Hawaï.

## Systématique
L'espèce Monachus schauinslandi a été décrite en 1905 par le zoologiste allemand Paul Matschie (1861-1926).
Pour l’ITIS et BioLib cette espèce doit désormais être rangée dans le genre Neomonachus, sous le taxon Neomonachus schauinslandi (Matschie, 1905),.

## Description
La femelle est plus grande que le mâle, elle mesure en moyenne 2,25 m de long pour un poids de 203 kg. Le mâle mesure 2,10 m de long pour 169 kg.

## Population
C'est la seule espèce de phoques habitant les tropiques et ne présentant aucune adaptation anatomique pour vivre dans ces eaux chaudes. Cette espèce semble tout de même s'être adaptée au climat tropical en demeurant inactif durant la journée.
Depuis des centaines d'années, l'homme est la plus grande menace du phoque moine d'Hawaï. Ils ont probablement été extirpés des principales îles hawaïennes par les colonisateurs polynésiens il y a de cela 1 500 à 1 600 ans. Au XIXe siècle, à l'arrivée des premiers marins européens, le phoque moine hawaïen a été chassé jusqu'à près de l'extinction vers la fin du siècle dans les six populations principales des îles du nord-ouest (Bancs des Frégates françaises, Laysan, Lisianski, les récifs Pearl et Hermes, Atolls Midway et Kure). Ils étaient activement chassés pour leur chair et leur fourrure.
Ces baisses épisodiques dans la population de phoques moines d'Hawaï ont entraîné une diminution considérable de la variabilité génétique chez l'espèce, ce qui la rend encore plus vulnérable face à toute menace. De plus, les femelles et les petits sont extrêmement sensibles aux perturbations. Selon les plus récentes estimations d'abondance totale, on compte près de 1247 phoques moines.

## Alimentation
En dépit d'une bonne corrélation entre la productivité en surface des océans (production de phytoplanctons), le phoque moine d'Hawaï s'alimente des diverses espèces de poissons, d'espèces benthiques ainsi que d'invertébrés habitant les récifs de l'archipel hawaïen.
De récentes études ont démontré un changement dans le comportement de ces phoques au sujet de leur quête alimentaire. En effet, au lieu de chasser un vaste choix de proies habitant les récifs coralliens, ils optent plutôt pour des proies vivant en profondeur dans les zones méso et subphotiques et ce, à plusieurs kilomètres de leurs lieux de repos. La principale raison à savoir pourquoi ces phoques risquent à s'alimenter plus en profondeur est que les proies sont beaucoup plus exposées aux prédateurs comparativement à ceux habitant les coraux, qui leur fournissent une plus grande possibilité de cachettes. Les plongées les plus profondes faites par les phoques ont été enregistrées à plus de 500 m.

## Reproduction
La saison de reproduction s'étend de mars à août avec un pic d'activité en avril. La femelle donne naissance à un seul petit après une période de gestation de 11 mois. La longévité est de 25 à 30 ans dans la nature.

## Étymologie
Son épithète spécifique, schauinslandi, lui a été donnée en l'honneur du zoologiste allemand Hugo Hermann Schauinsland (d) (1857-1937), directeur de l'Übersee-Museum (d) à Brême, qui avait rapporté cette espèce lors d'un voyage.

## Publication originale
- (de) Matschie, « Eine Robbe von Laysan », Sitzungsberichte der Gesellschaft Naturforschender Freunde zu Berlin, vol. 1905,‎ 1905, p. 254-262 (ISSN 0037-5942, lire en ligne).